# Người Tatar (Trung Quốc)
Người Tatar (Trung Quốc) (giản thể: 塔塔尔族; phồn thể: 塔塔爾族; bính âm: Tǎtǎěrzú, Hán Việt: Tháp Tháp Nhĩ tộc; Tiếng Tatar: Кытай татарлары) là một trong 56 dân tộc được công nhận chính thức tại Cộng hòa Nhân dân Trung Hoa. Tổ tiên của nhóm người này là những thương nhân người Tatar Volga (nhóm đông nhất của người Tatar) định cư tại Tân Cương. người Tatar Trung Quốc là gần 5000 người theo thống kê năm 2000.
Người Tatar Trung Quốc nói một phiên bản cổ của tiếng Tatar, và sử dụng bảng chữ cái tiếng Ả Rập Tatar, trong khi chữ viết này suy giảm ở Liên Xô trong những năm 1930. Được bao quanh bởi những người nói các ngôn ngữ gốc Turk (Thổ) khác, tiếng của người Tatar Trung Quốc một phần đã bị đảo ngược nguyên âm Tatar cao. Họ không có một hệ thống chữ viết.